# Spivey Records
Spivey Records war ein US-amerikanisches Blues-Label, das 1961 von der Bluessängerin Victoria Spivey und dem Jazzhistoriker Len Kunstadt gegründet wurde. Zwischen 1961 und 1985 erschienen auf dem Label zahlreiche Jazz- und Bluesalben. Die Aufnahmen stammten zum großen Teil von Künstlern, mit denen die Eigentümer befreundet waren. Nach dem Tod von Kunstadt stellte das Label die Arbeit ein, jedoch plant die Nichte von Kunstadt, den Katalog von Spivey Records auf CD wieder zu veröffentlichen. Bis dato sind jedoch noch keine CDs erschienen.

## Bob Dylan und Spivey Records
Bob Dylan wurde von Victoria Spivey in Greenwich Village entdeckt und nahm 4 Alben als Harmonikaspieler und Backgroundsänger für Spivey Records auf. In einem Interview mit dem Rolling Stone Magazine meinte Dylan, dass eine der besten Aufnahmen, an denen er jemals teilnahm, die mit Big Joe Williams und Victoria Spivey gewesen sei. (Three Kings And The Queen). Es handelt sich aber nicht um die ersten Aufnahmen von Bob Dylan, da zu dieser Zeit sein erstes Album für CBS bereits entstanden war.

## Künstler
- Bob Dylan
- Muddy Waters
- Victoria Spivey
- Otis Spann
- Big Joe Williams
- Koko Taylor
- Lonnie Johnson
- Lucille Hegamin
- Willie Dixon
- Smokey Hogg
- Roosevelt Sykes
- Sunnyland Slim
- Memphis Slim
- Homesick James
- Sippie Wallace
- John P. Hammond
- Louis Metcalf
- Sonny Boy Williamson II.
- Buddy Tate
- Viola Wells
- Big Joe Turner
- Luther Johnson
- Hanna Sylvester
- Bukka White
- Washboard Sam
- St. Louis Jimmy
- Henry „Red“ Allen
- King Oliver
- Babe Stovall
- Zutty Singleton
- Sammy Lawhorn
- Evans Spencer
- John Henry Barbee
- J. B. Lenoir
- Louis Armstrong[2]

## Alben, die von Spivey Records veröffentlicht wurden
- Buddy Tate Invites You „To Dig“ A Basket Of Blues (1962) (Spivey LP 1001)
- Victoria Spivey And Her Blues (1962) (Spivey LP 1002)
- Chicago Blues: A Bonanza All Star Blues LP (1962) (Spivey LP 1003)
- Three Kings And The Queen (1962) (Spivey LP 1004)
- Mississippi Mr Shortstuff (1964) (Spivey LP 1005)
- The Queen And Her Knights (1965) (Spivey LP 1006)
- The Bluesmen Of The Muddy Waters Chicago Blues Band (1966) (Spivey LP 1008)
- Encore For The Chicago Blues (1968) (Spivey LP 1009)
- The Bluesmen Of The Muddy Waters Blues Band, Volume 2 (1968) (Spivey LP 1010)
- Victoria Spivey Presents The All Star Blues World Of Spivey Records In Stereo (1970) (Spivey LP 1011) mit Roosevelt Sykes; John Hammond; Victoria Spivey; Smokey Hogg; Washboard Doc; Smokey Hogg; Willie Dixon; Sunnyland Slim; Marie Dixon; Johnny Shines
- Spivey’s Blues Parade (1970) (Spivey LP 1012)
- The Everlasting Blues vs. Otis Spann (1969) (Spivey LP 1013)
- Three Kings And The Queen, Volume Two (1970) (Spivey LP 1014)
- Spivey’s Blues Cavalcade (1970) (Spivey LP 1015)
- I’m Gonna Sit Right Down And Write Myself A Letter (1978) (Spivey LP 1020)
- „New York Really Has The Blues“
- „What Is The Blues“ (1977) (Spivey LP 1022)[4]